# آلفا رومئو توناله
آلفا رومئو توناله (به ایتالیایی: Alfa Romeo Tonale) خودرویی است که توسط خودروساز ایتالیایی آلفا رومئو، برندی از استلانتیس تولید می‌شود. این خودرو یک کراس‌اوور اس‌یووی در ابعاد سگمنت سی به‌شمار می‌آید. این خودرو در فوریهٔ ۲۰۲۲ معرفی شد و به کوچک‌ترین خودروی شاسی‌بلند عرضه شده توسط آلفا رومئو و همچنین اولین مدل جدید معرفی شده توسط این برند در شش سال اخیر تبدیل شد. نام این خودرو از گردنهٔ کوه توناله در شمال ایتالیا گرفته شده‌است.
در اوت ۲۰۲۲، یک نسخه تغییریافته و تغییرشکل داده‌شده به نام داج هورنت، انحصاری برای بازار آمریکای شمالی به عنوان کوچک‌ترین و مبتدی‌ترین شاسی‌بلند از داج، رونمایی شد. هورنت در کنار توناله در منطقه با مشخصات متفاوت و قیمت پایین‌تر به فروش می‌رسد.

## بررسی
مدل تولیدی در ابتدا برای عرضه در سال ۲۰۲۱ برنامه‌ریزی شده بود، اما عرضهٔ آن به دلیل تقاضای بهبود پیمایش و عملکرد خودرو از سوی مدیریت آلفا رومئو و همچنین وجود مشکل کمبود جهانی چیپ، تا سال ۲۰۲۲ به تعویق افتاد.
این خودرو در زمان مالکیت گروه فیات کرایسلر بر آلفا رومئو توسعه یافت و بر اساس نسخهٔ بسیار اصلاح‌شدهٔ پلت‌فرم SCCS مشترک با جیپ کامپس تولید شد. همچنین این خودرو اولین آلفا رومئوی تاریخ است که به پلاگین هیبرید اختیاری مجهز شده‌است. این خودرو در مدل پلاگین هیبرید از باتری لیتیوم یونی ۱۵٫۵ کیلووات ساعتی استفاده می‌کند که می‌تواند در صورت استفادهٔ تنها از پیشرانهٔ برقی ۳۰ مایل را بپیماید.

همهٔ مدل‌های توناله مجهز به نمایشگر مرکزی ۱۲٫۳ اینچی و نمایشگر ۱۰٫۲۵ اینچی پشت فرمان هستند که از رابط‌کاربری یوکانکت ۵ با قابلیت پشتیبانی از آمازون الکسا بهره می‌برد. علاوه بر این، توناله با ان‌اف‌تی عرضه می‌شود که داده‌های چرخهٔ عمر خودرو را ثبت و ذخیره می‌کند. به گفته آلفا رومئو، ان‌اف‌تی گواهینامه‌ای را تولید می‌کند که می‌تواند به حفظ ارزش باقی‌ماندهٔ خودرو کمک کند. ورج خاطرنشان کرد که آلفا رومئو اطلاعات زیادی در مورد این‌که از چه فناوری بلاک چینی برای این منظور استفاده می‌کند، ارائه نکرده‌است. جالوپنیک احساس می‌کرد دیجیتالی کردن سابقه خدمات خودرو ایده خوبی است، اما ان‌اف‌تی‌های بلاک چین راهی «بد» و «کاملاً غیرضروری» برای رسیدن به این هدف هستند.

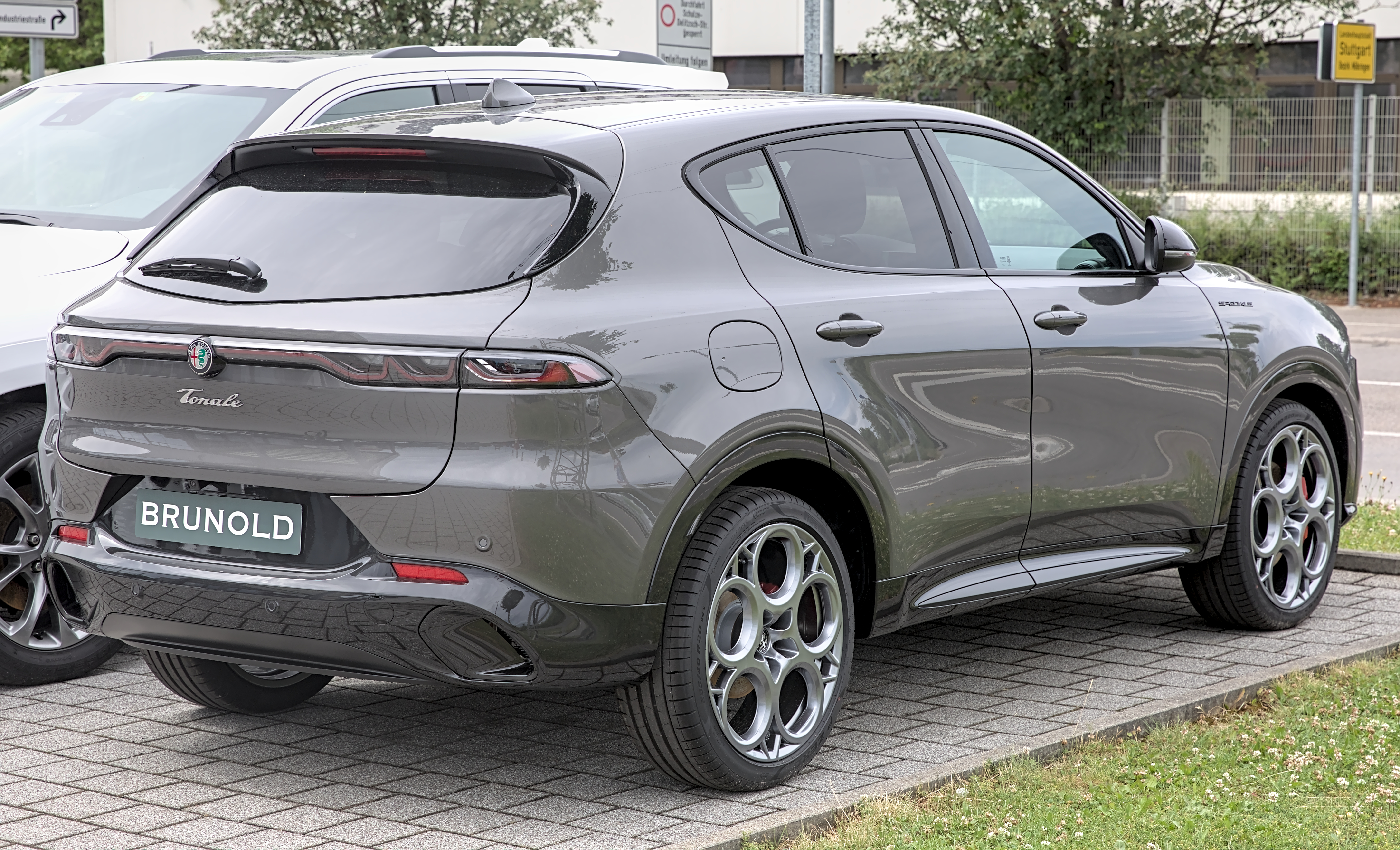
نمای عقب
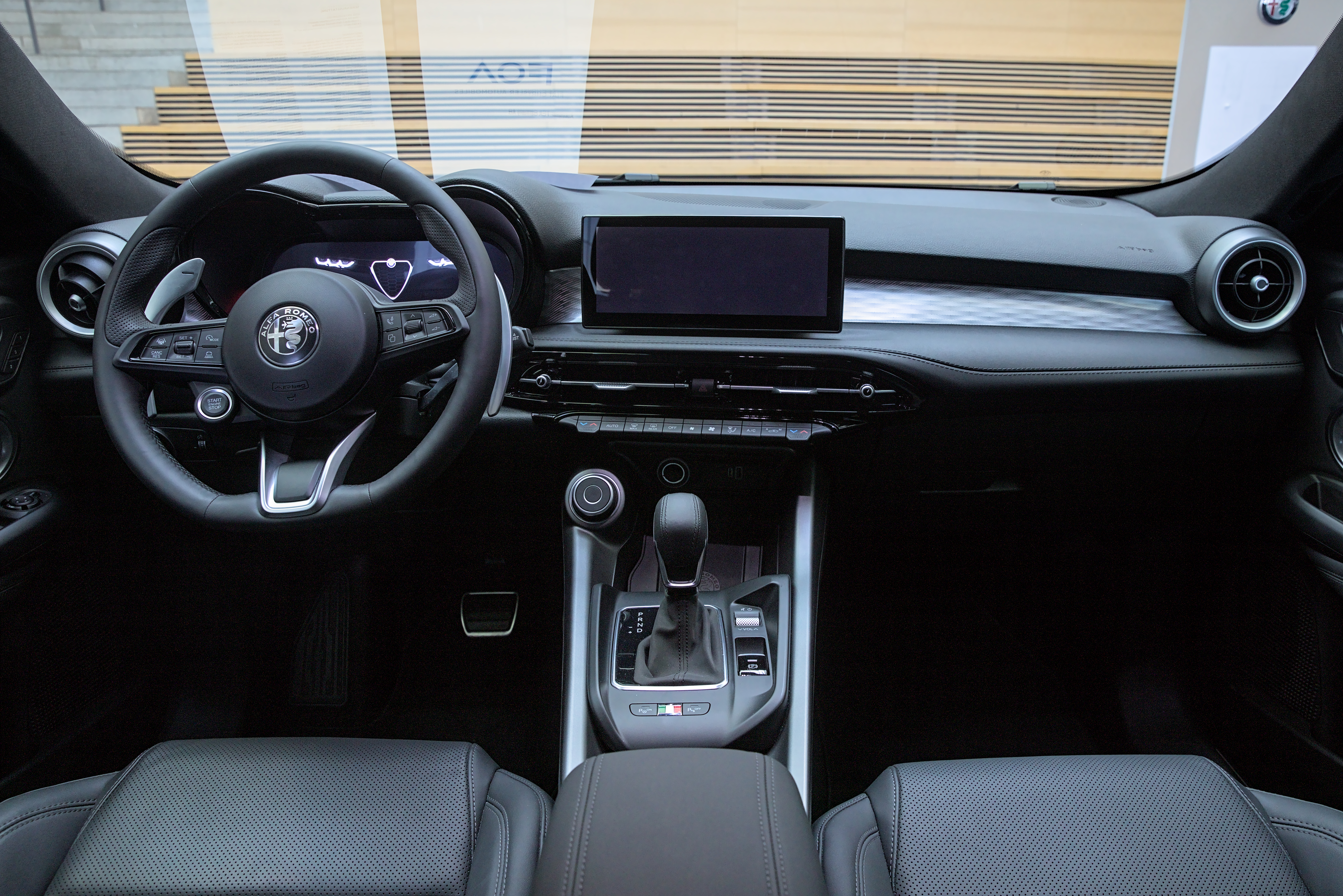
نمای داخلی

## بازارها

### اروپا
توناله دارای اپل کارپلی، اندروید اوتو و آمازون الکسا در رابط کاربری خود، که همچنین دارای صفحه نمایش لمسی ۱۰٫۲۵-اینچ (۲۶۰-میلیمتر)، ادغام شده است. نسخه‌های معمولی این خودرو دارای چرخ‌های ۱۸-اینچ (۴۶۰-میلیمتر) هستند، در حالی که نسخه ویژه‌ای که در زمان عرضه به فروش می‌رسد دارای چرخ‌های ۲۰-اینچ (۵۱۰-میلیمتر) همراه با سایر تغییرات زیبایی است. نسخه پلاگین هیبریدی فضای بوت کمتری نسبت به نسخه غیر پلاگین دارد.

### آمریکای شمالی
مدل آمریکای شمالی با مدل سال ۲۰۲۳ و با دو موتور ۲٫۰ لیتری توربوشارژر بنزینی و ۱٫۳ لیتری پلاگین هیبریدی عرضه خواهد شد. در بازار ایالات متحده، در ابتدا فقط مدل ۲٫۰ لیتری موجود خواهد بود.

#### داج هورنت
هورنت در اوت ۲۰۲۲ برای ایالات متحده و کانادا عرضه شد و اولین شاسی‌بلند کامپکت داج از زمان توقف تولید دوج نیترو مبتنی بر جیپ لیبرتی در سال ۲۰۱۱ است. برای تمایز از توناله، در هورنت طراحی دماغه، چراغ‌های جلو و چراغ‌های عقب دچار بازنگری شده‌است. مدل‌های جی‌تی (تنها مدل‌های موجود در زمان عرضه) دارای پیشرانه ۲٫۰ لیتری توربوشارژر چهار سیلندر خطی (آی۴) است؛ در حالی که مدل‌های آر/تی (که در اواسط سال ۲۰۲۳ و در اوایل سال ۲۰۲۴ معرفی شدند) دارای پیشرانه ۱٫۳ لیتر توربوشارژر چهار سیلندر خطی (آی۴) پلاگین هیبریدی (PHEV) هستند. تیپ بیس و پلاس در هر دو مدل موجود است. مانند سایر مدل‌های داج، هورنت یک پالت رنگ خارجی منحصر به فرد با رنگ‌هایی مانند «ایت بال» (مشکی)، «گری کری» (خاکستری تیره)، «بلو استیل» (آبی روشن)، «بلو بیو» (آبی تیره)، «هات تاماله» (قرمز روشن)، و «آکاپولکو گلد» (زرد-طلا).
نام هورنت توسط شرکت کرایسلر پس از خرید شرکت امریکن موتورز کورپوریشن (AMC) در سال ۱۹۸۷ به دست آمد. همه هورنت‌ها دارای نشان «زنبور» در گلگیرهای جلو خواهند بود.

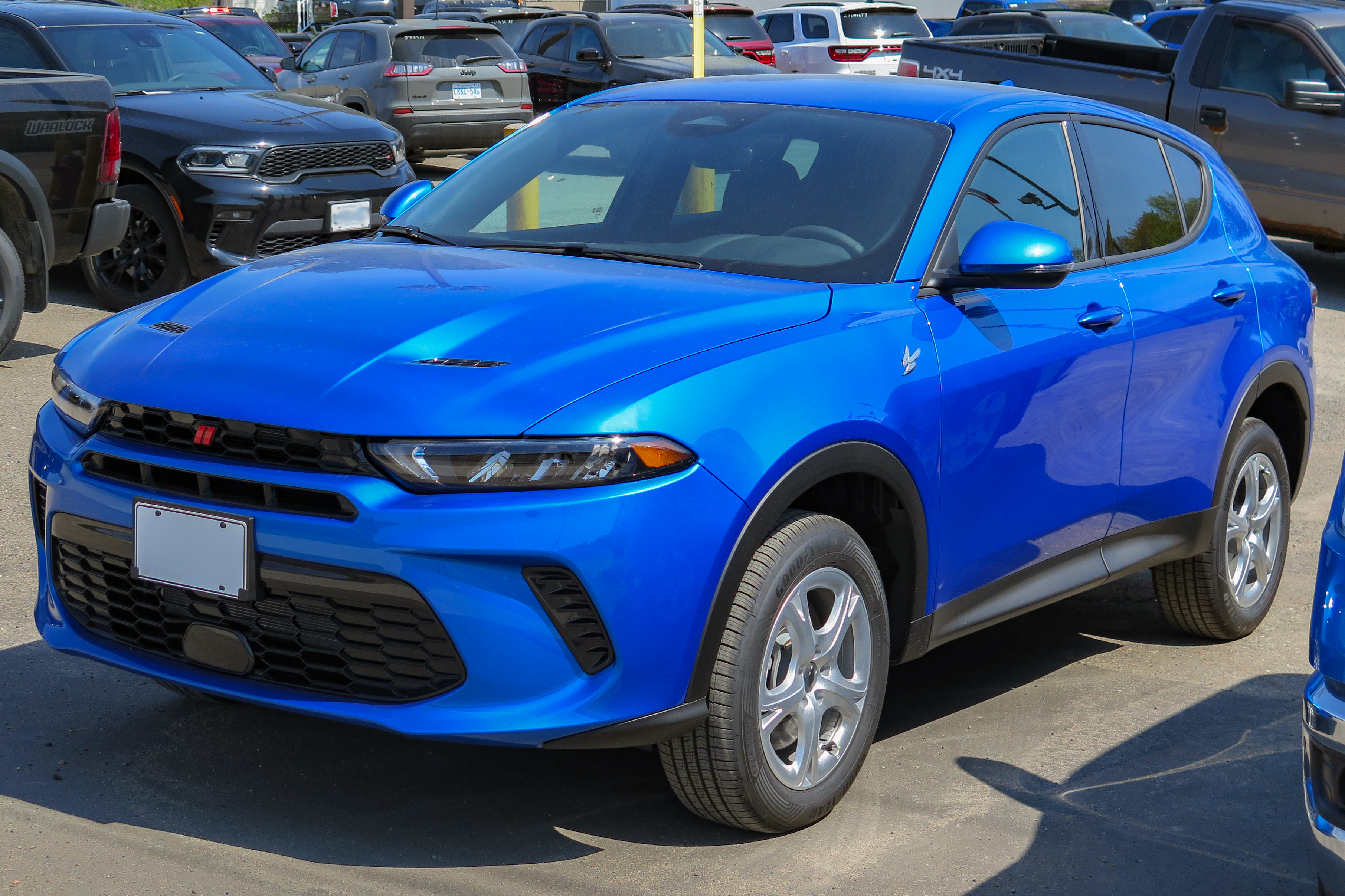
داج هورنت جی‌تی ۲۰۲۳، نمای جلو
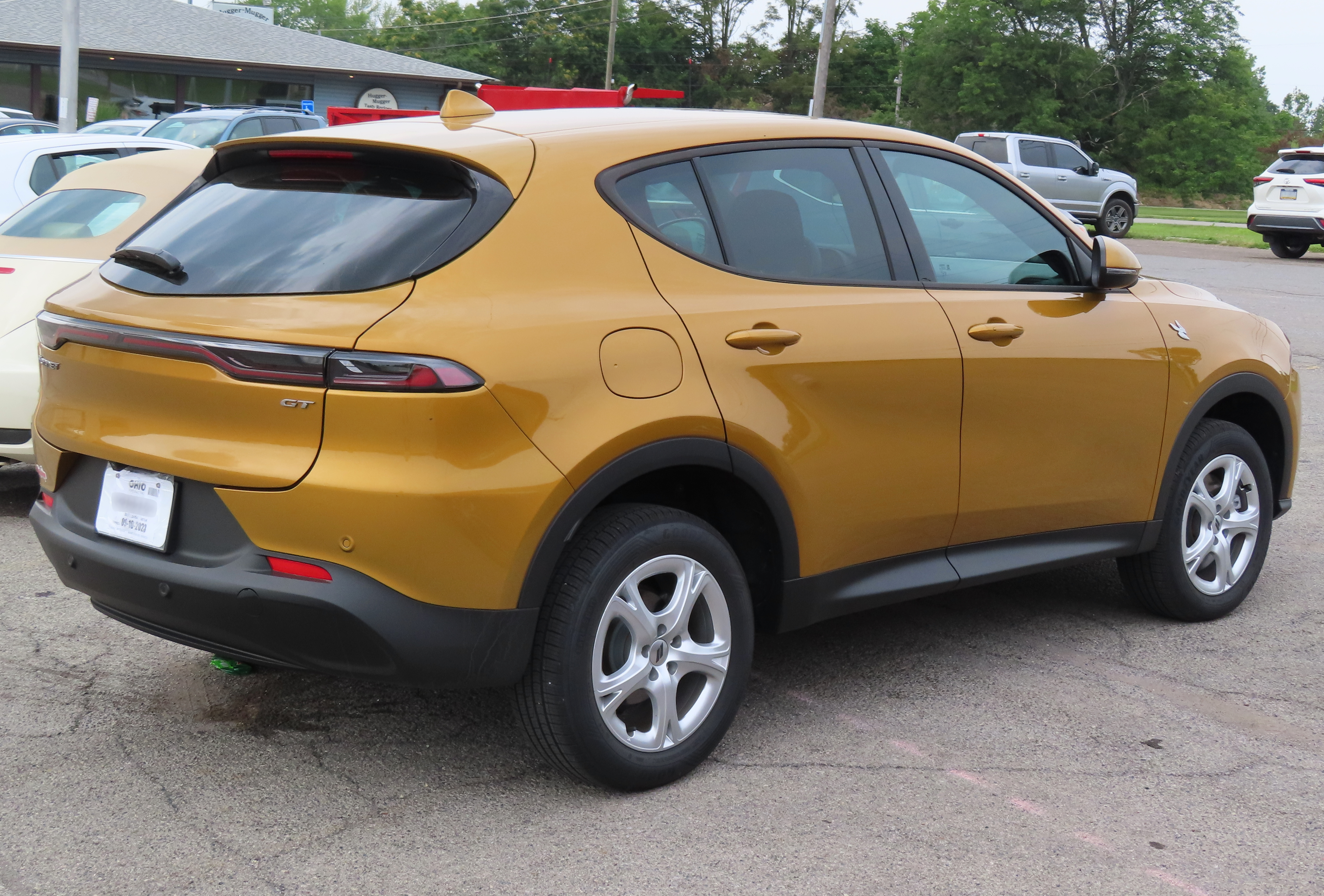
داج هورنت جی‌تی ۲۰۲۳، نمای عقب

## مدل مفهومی
مدل مفهومی توناله در مارس ۲۰۱۹ در نمایشگاه خودرو ژنو رونمایی شد. این خودرو دارای یک پیشرانهٔ پلاگین هیبریدی (PHEV) مشترک با جیپ رنگید، با یک موتور بنزینی در جلو و یک موتور الکتریکی در عقب است (این اطلاعات به‌طور رسمی توسط نمایندگان آلفا رومئو تأیید نشده‌است). توناله دارای انتخاب‌گر رانندگی دی‌ان‌ای آلفارومئو با حالت‌های حالت قدرت دوگانه برای حداکثر کارایی، حالت طبیعی برای استفاده روزمره و حالت کارایی پیشرفته برای استفاده تکی از پیشرانهٔ برقی است. دکمهٔ ئی-موزیونه روی صفحه لمسی تنظیمات دریچهٔ گاز، واکنش ترمزگیری و احساس فرمان را بیشتر می‌کند.

این خودرو در نمای جلو دارای چراغ جلو با ال‌ئی‌دی سه‌گانه است که تداعی کننده چراغ مدل‌های آلفا رومئو اس‌زد و آلفا رومئو بررا است.

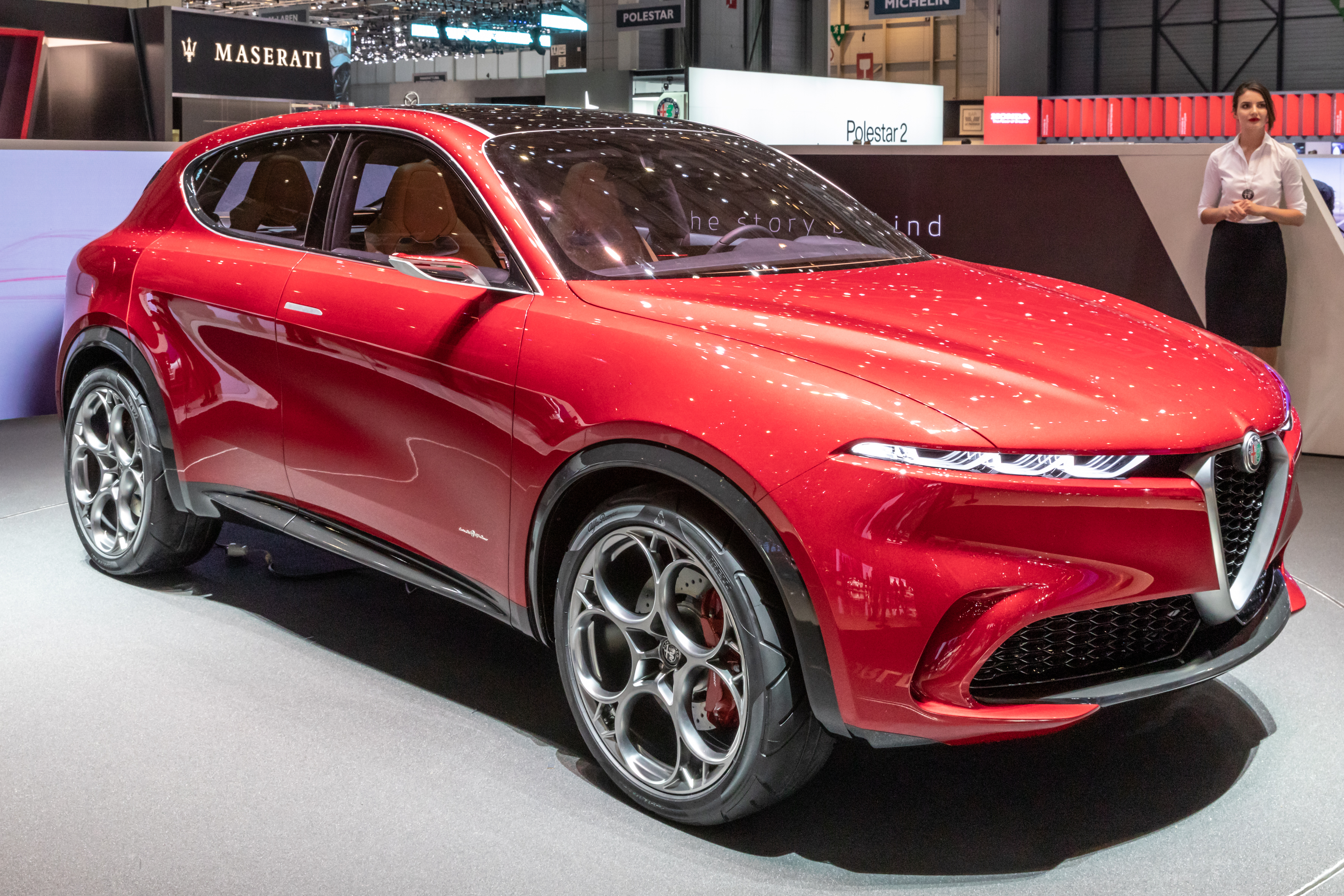
نمای جلو
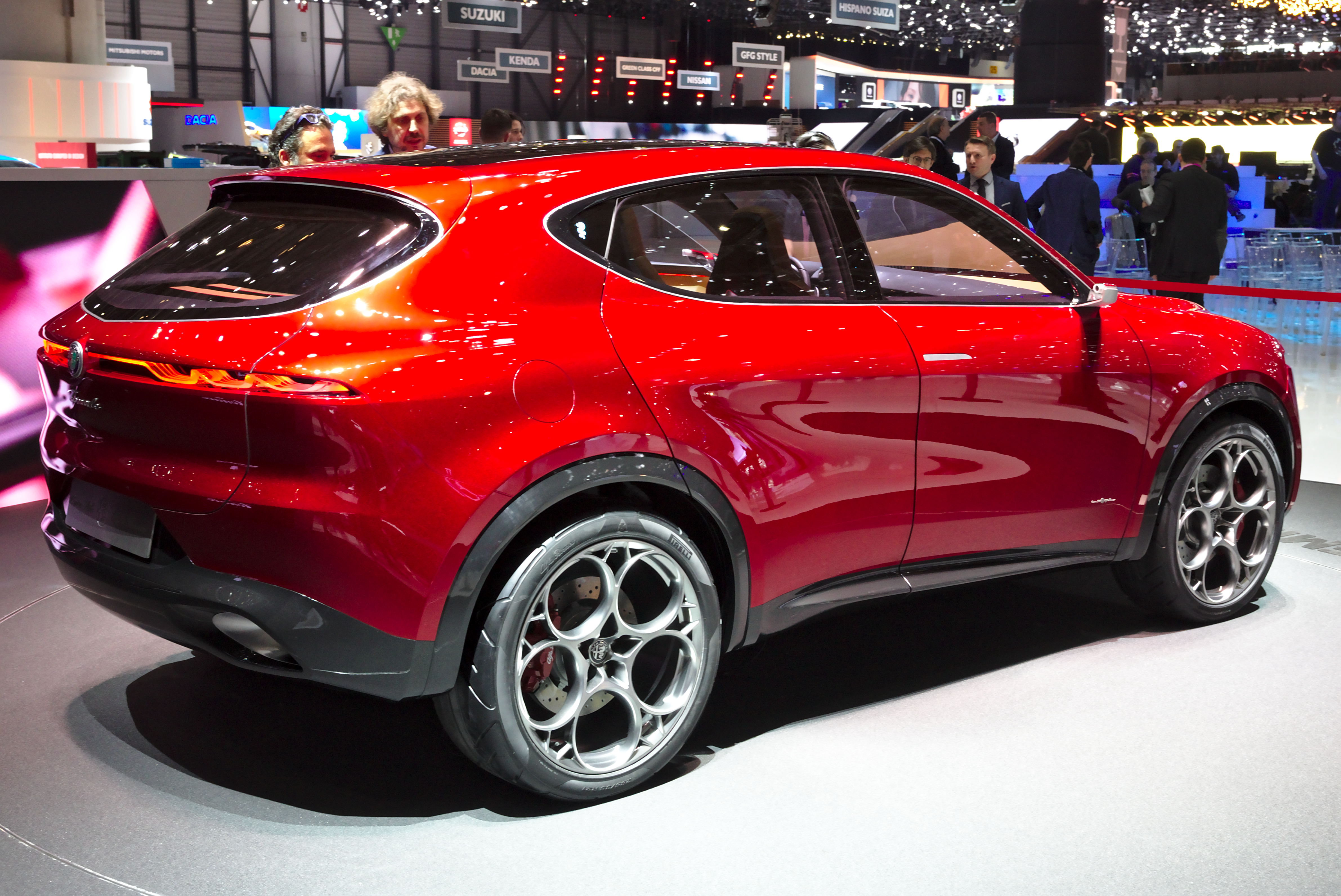
نمای عقب
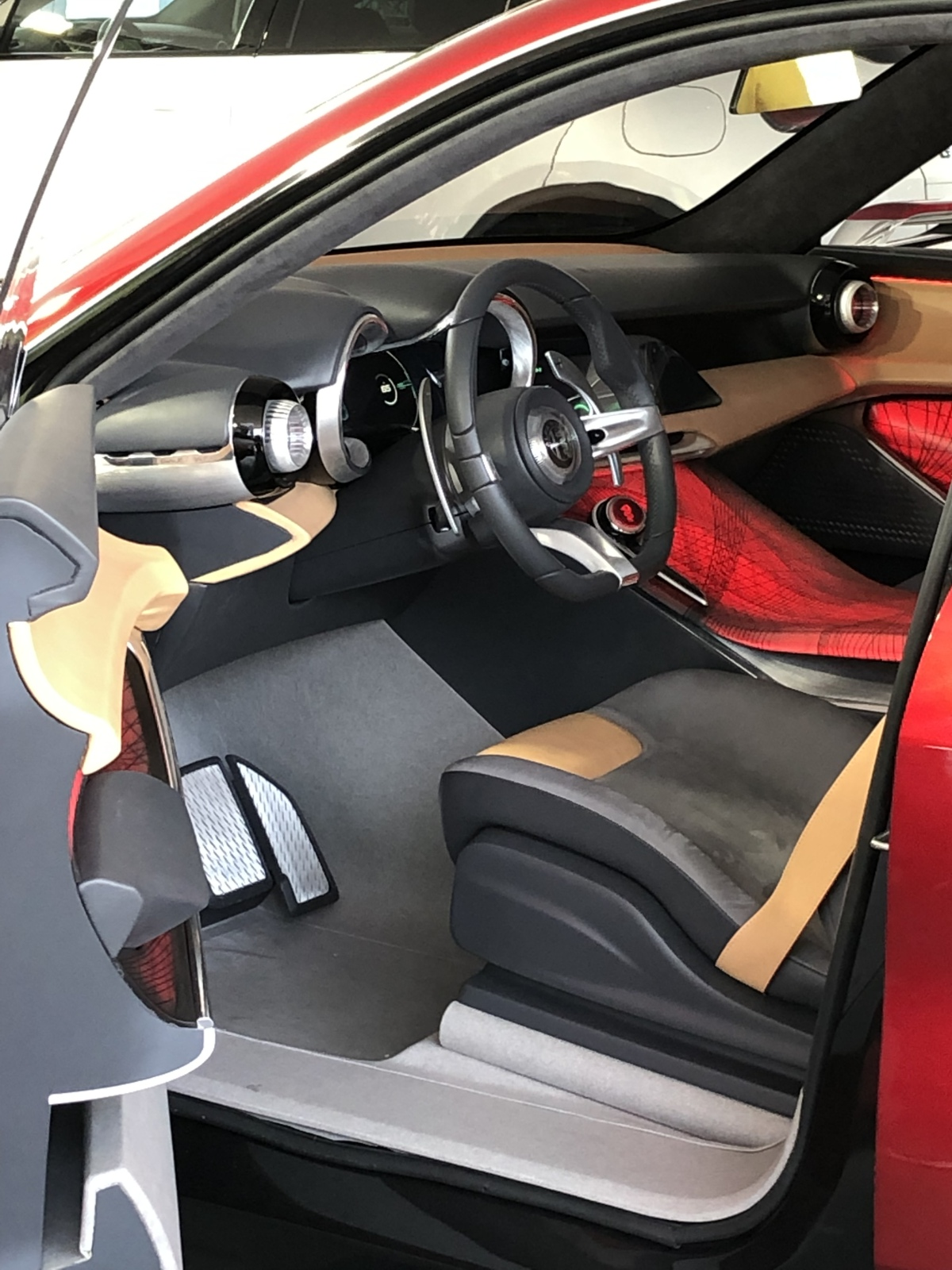
نمای داخلی